# Naso minor
Naso minor és una espècie de peix pertanyent a la família dels acantúrids.

## Descripció
- Pot arribar a fer 30 cm de llargària màxima.
- 5 espines i 28-30 radis tous a l'aleta dorsal i 2 espines i 28 radis tous a l'anal.
- Aleta caudal groga.[3][4]

## Reproducció
Els mascles exhibeixen canvis ràpids en els patrons de color durant el festeig previ a la reproducció.

## Alimentació
Menja algues bentòniques i zooplàncton.

## Hàbitat
És un peix marí, associat als esculls i de clima tropical que viu entre 8 i 55 m de fondària.

## Distribució geogràfica
Es troba des de Moçambic fins a les illes Filipines.

## Costums
Acostuma a ésser netejat pel làbrid netejador (Labroides dimidiatus).

## Observacions
És inofensiu per als humans.